# انریکه مارتینس اردیا
انریکه مارتینس اردیا (اسپانیایی: Enrique Martínez Heredia‎؛ زادهٔ ۲۷ ژانویهٔ ۱۹۵۳) دوچرخه‌سوار اهل اسپانیا است. وی در مسابقات تور دو فرانس شرکت کرده است.